# 家内労働者等の事業所得等の所得計算の特例
家内労働者等の事業所得等の所得計算の特例（かないろうどうしゃとうのじぎょうしょとくとうのしょとくけいさんのとくれい）は、日本の所得税及び個人住民税において家内労働者等の事業所得又は雑所得の計算上認められる必要経費の特例をいう。（租税特別措置法第27条）

## 概要
家内労働者等の事業所得又は雑所得（公的年金等に係る雑所得以外）の必要経費の合計額が65万円（これら所得のほかに給与所得を有する場合には、65万円から給与所得控除額を控除した残額）に満たないときは、これらの所得の必要経費に算入する金額は、次のとおりとなる。
1. 事業所得又は雑所得のいずれか一方を有する場合 = 事業所得又は雑所得の金額の計算上65万円を控除する。
2. 事業所得と雑所得の両方を有する場合
  1. 事業所得の必要経費 = 65万円のうち、所得税法の規定による事業所得の必要経費に達するまでの部分の金額 (A) + 2により雑所得の必要経費とされた金額が雑所得の総収入金額を超える場合には、その超過額
  2. 雑所得の必要経費 = 65万円のうち、(A)により必要経費とされた以外の部分の金額

ただし、これら控除できる金額は、事業所得に係る総収入金額又は公的年金等以外の雑所得に係る総収入金額が限度となる。
また、給与の収入金額が65万円以上あるときは、この特例を受けることができない。
2020年分～2024年分においては、上記65万円は55万円であった。

## 家内労働者等とは
この特例にいう「家内労働者等」とは、次の者をいう。
- 家内労働法に規定する家内労働者
- 外交員、集金人、電力量計の検針人
- 特定の者に対して継続的に人的役務の提供を行うことを業務とする者（乳酸菌飲料の訪問販売員、シルバー人材センターの業務に従事する者など）

## 適用方法
所得税の確定申告書の記入の際、第1表の該当する所得の金額の左部分に○で囲んだ「特」の字を記載するとともに、第2表の「特例適用条文等」の欄に「措法27」と記載する。